# Li Jü (Jižní Tchang)
Li Jü, vladařským jménem Li Chou-ču (937–978) byl čínský básník, kaligraf, malíř, hudebník a poslední vládce království Jižní Tchang v letech 961 až 976. Patřil k nejvýznamnějším autorům poezie v žánru cch’, z jeho díla se zachovalo čtyřicet pět básní, autorství některých je však sporné. Původně se věnoval milostné lyrice, po smrti manželky se v jeho tvorbě objevuje nostalgický tón. V roce 976 jeho zemi dobyl Tchaj-cung, císař říše Sung. Li Jü upadl do zajetí a byl vězněn v Kchaj-fengu; tématem jeho básní z tohoto období se stává pomíjivost moci a slávy. Podle legendy tyto Li Jüovy verše rozhněvaly Tchaj-sunga natolik, že nechal básníka zavraždit.